# Dánsko na Letních olympijských hrách 2016
Dánsko se účastnilo Letní olympiády 2016.

## Medailisté
| Medaile | Jméno | Sport      | Soutěž                                   |
| ------- | --- | ---------- | ---------------------------------------- |
| Zlato   | Pernille Blume | Plavání    | Ženy 50 m volný způsob                   |
| Zlato   | Niklas Landin Jacobsen Mads Christiansen Mads Mensah Larsen Casper Ulrich Mortensen Jesper Nøddesbo Jannick Green Lasse Svan Hansen Hans Lindberg Rene Toft Hansen Henrik Møllgaard Kasper Søndergaard Henrik Toft Hansen Mikkel Hansen Morten Olsen Michael Damgaard | Házená     | Turnaj mužů                              |
| Stříbro | Jakob Fuglsang | Cyklistika | Muži závod s hromadným startem           |
| Stříbro | Jacob Barsøe Kasper Winther Jørgensen Morten Jørgensen Jacob Larsen | Veslování  | Muži čtyřka bez kormidelníka lehkých vah |
| Stříbro | Mark Madsen | Zápas      | Muži řecko-římský 75 kg                  |
| Stříbro | Emma Jørgensenová | Kanoistika | Ženy K-1 500 m                           |
| Stříbro | Kamilla Rytter Juhl Christinna Pedersen | Badminton  | Ženy čtyřhra                             |
| Stříbro | Sara Petersenová | Atletika   | Ženy 400 m překážek                      |
| Bronz   | Hedvig Rasmussenová Anne Andersenová | Veslování  | Ženy dvojka bez kormidelníka             |
| Bronz   | Casper Folsach Lasse Norman Hansen Niklas Larsen Frederik Madsen Casper Pedersen Rasmus Quaade | Cyklistika | Muži stíhací závod družstev              |
| Bronz   | Mie Nielsenová Rikke Møller Pedersenová Jeanette Ottesenová Pernille Blume | Plavání    | Ženy 4 × 100 m polohová štafeta          |
| Bronz   | Lasse Norman Hansen | Cyklistika | Muži omnium                              |
| Bronz   | Anne-Marie Rindomová | Jachting   | Laser Radial                             |
| Bronz   | Jena Mai Hansen Katja Salskov-Iversen | Jachting   | 49erFX                                   |
| Bronz   | Viktor Axelsen | Badminton  | Muži jednotlivci                         |